# جون جبريل جونز
جون جبريل جونز (بالإنجليزية: John Gabriel Jones)‏ هو محامي أمريكي، ولد في 6 يونيو 1752 في ويليامزبرغ في الولايات المتحدة، وتوفي في 25 ديسمبر 1776 في نهر ليكينغ في الولايات المتحدة.